# Aweyden (Adelsgeschlecht)

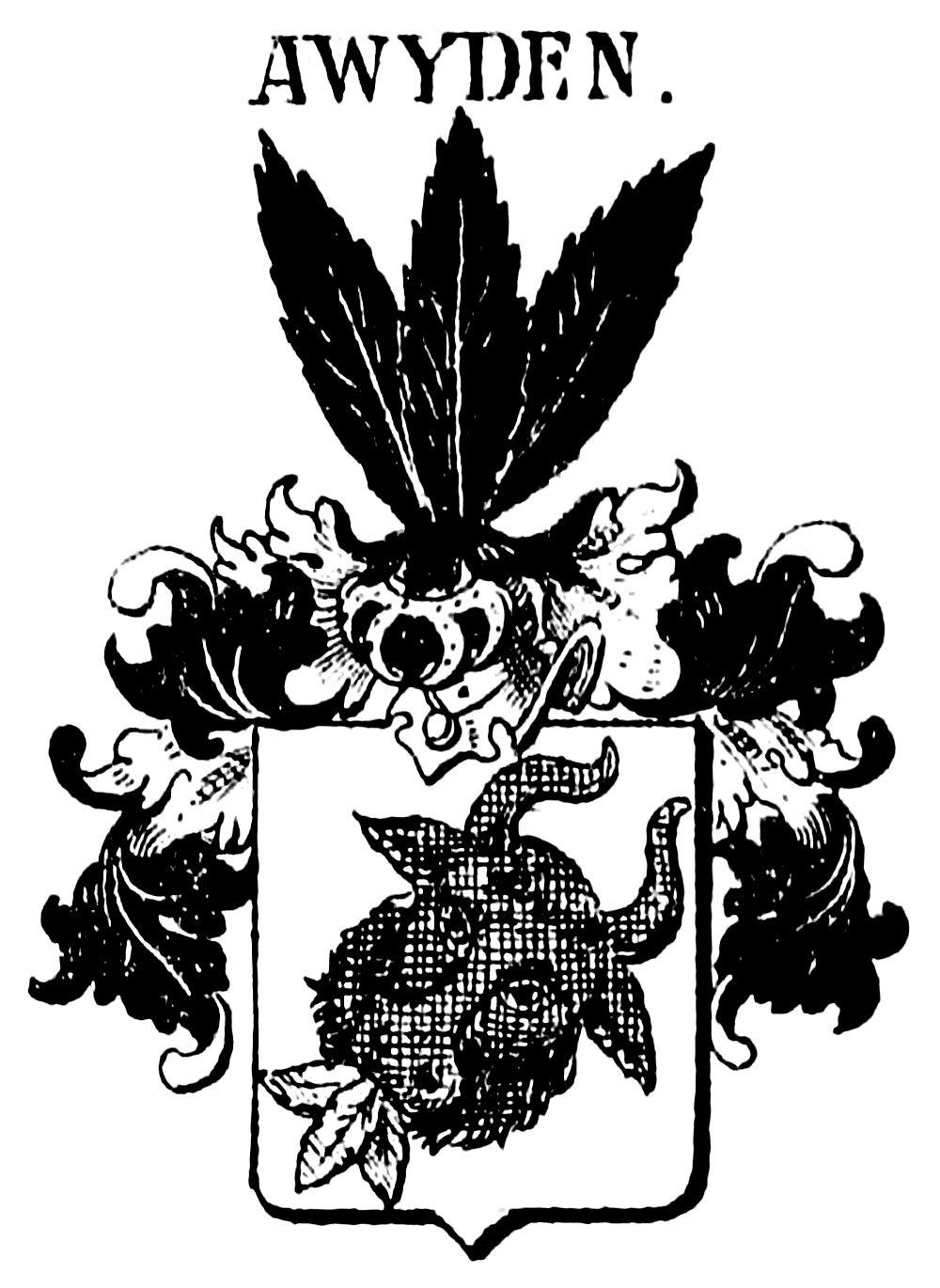
Wappen derer von Aweyden

Aweyden ist der Name eines altpreußischen Adelsgeschlechts.

## Geschichte
Die Aweyden sind dem in Preußen eingeborenen Adel zuzurechnen. Das Geschlecht führte früher den Namen Gerckin und ist eines Stammes mit den 1782 im Mannesstamm erloschenen Görkin von Schwanhofen. Die Stammreihe beginnt 1520 mit Wilhelm Gerckin, dessen Nachkommen um 1580 nach dem Rittergut Aweyden bei Königsberg den Namen Aweyden annahmen. Die preußischen Oberstände haben am 22. Oktober 1687 den Brüdern Aweyden bestätigt, dem alten preußischen Adel anzugehören. Über einige Generationen nannte sich die Familie dann Aweyde, bis am 28. August 1883 die preußische Genehmigung zur Wiederaufnahme des Namens Aweyden erging.

## Bekannte Familienmitglieder
- Wilhelm Ludwig von Aweyde (1699–1762), preußischer Oberst und Chef des Feldjägerkorps
- Friedrich Albrecht Ernst von Aweyden (1747–1827), preußischer Justizdirektor und Gutsbesitzer
- Adolf von Aweyden (* 1825), Oberregierungsrat in Wiesbaden
- Karl von Aweyden (1829–1891), preußischer Generalleutnant und Kommandant von Posen
- Karl von Aweyden (1872–1918), Militärattaché in Stockholm
- Horst von Aweyden (1932–2024), Kommandeur im Bundesgrenzschutz

## Historischer Güterbesitz
- Allischken, Bartelsdorf, Gergehnen, Graudschen, Loyden, Juckeln (1779–1852), Nehmen, Polwitten, Speichersdorf und bis 1876 Wilken, Kr. Gumbinnen

## Wappen
Auf dem Schild befindet sich in Rot ein rechtsgekehrter silberner Ochsenkopf mit Hals und silbernem Blatt im Maul. Oberhalb des Schildes ist ein gekrönter Helm mit rot-silbernen Decken und drei silbernen Reiherfedern dargestellt.